# Tetradifon
Tetradifon ist ein Wirkstoff zum Pflanzenschutz und eine chemische Verbindung aus der Gruppe der  Sulfone.

## Gewinnung und Darstellung
Tetradifon kann durch Reaktion von 1,2,4-Trichlorbenzol mit Chlorsulfonsäure und anschließend mit Chlorbenzol oder durch Reaktion von Tetrasul mit Wasserstoffperoxid gewonnen werden.

## Eigenschaften
Tetradifon ist ein weißer, geruchloser, brennbarer, nicht flüchtiger Feststoff. Es ist stabil gegenüber Hydrolyse in alkalischer und saurer Lösung. Das technische Produkt besteht zu mehr als 94 % aus Tetradifon mit Verunreinigungen von 2,4,5-Trichlorphenoxyessigsäure (2,4,5-T) und mehrfach chlorierten Dibenzodioxinen, jedoch nicht 2,3,7,8-TCDD.

## Verwendung
Tetradifon wird als Akarizid verwendet. Es ist toxisch für Milbeneier und nicht ausgewachsene Milben. Die Wirkung beruht auf der Hemmung der oxidativen Phosphorylierung. Es wird im Gartenbau, einschließlich in Hobbygewächshäusern, vor allem bei Obst, Gemüse, Zierpflanzen, Hopfen, Baumwolle und Zuckerrohr, sowie in der Forstwirtschaft verwendet.

## Zulassung
Die Verbindung war zwischen 1971 und 1985 in der BRD und bis 1992 in der DDR zugelassen.
Tetradifon ist nicht auf der Liste der in der Europäischen Union zulässigen Pflanzenschutzmittel-Wirkstoffe enthalten.
In Deutschland, Österreich und der Schweiz sind keine Pflanzenschutzmittel mit diesem Wirkstoff zugelassen.
Das Europäische Arzneibuch legt als Grenzwert für Tetradifon-Rückstände in pflanzlichen Drogen 0,3 mg·kg−1 fest.